# 中國香港健美總會
中國香港健美總會(Hong Kong China Bodybuilding and Fitness Association)是專門管轄香港健美事務的組織。該組織的前身為香港健身技擊體育聯會，後於1988年易名為現今的名字。現時，中國香港健美總會是世界健美總會和亞洲健美總會的成員，旗下的比賽為每年一度的全港健美錦標賽。總部設在銅鑼灣掃桿埔大球場徑一號，會長是貝鈞奇。

## 貪污醜聞
2009年8月，2006年亞洲運動會金牌得主陳潤韜被指在2006年初至12月期間向中國香港健美總會前主席陳少文和亞洲健美總會秘書長蔡保羅支付1萬美元以縮短其停賽刑期來趕及參加亞運會。事件被揭發後，陳潤韜被被裁定串謀行賄罪成，判入獄16個月，而同陳少文則被判囚3年。2011年8月，陳潤韜上訴得值，當庭獲釋。

## 資料來源
1. ↑  香港健美運動發展與香港健美總會成立簡介 的存檔，存档日期2012-01-28.
2. ↑  "健美總會主席 爆貪污醜聞" 《東方日報》 2009 8 20
3. 1 2  "亞運健美金牌運動員陳潤韜脫行賄罪" 《文匯報》 2011 8 17

## 外部連結
- 官方網站 （页面存档备份，存于）